# Silas Strand
Silas Strand, född 2012, är en svensk barnskådespelare.
Strand började sin karriär som skådespelare när han spelade Simon, en av huvudrollerna i serien Trex (2019–2021). Han har även medverkat i TV-serien Alla vi Karlssons (2022–2023). Det stora genombrottet fick han tog över rollen som Håkan Bråkan, som tidigare bland andra spelats av Baxter Renman, i filmen med samma namn. En roll han även axlar i uppföljarna Håkan Bråkan 2 och Håkan Bråkan 003.

## Filmografi (i urval)
- 2019–2021 – Trex (TV-serie)
- 2022 – Lust (TV-serie)
- 2022–2023 – Alla vi Karlssons (TV-serie)
- 2022 – Håkan Bråkan
- 2024 – Håkan Bråkan 2
- 2024 – Super-Charlie (röst)
- 2025 – Håkan Bråkan 003
- 2026 – Vaka (TV-serie)